# Linfen
Linfen és una ciutat a nivell de prefectura al sud-oest de la província de Shanxi, a la República Popular de la Xina, limitant a l'oest amb la província de Shaanxi. Es troba a la vora del riu Fen. Té una superfície de 20.275 quilòmetres quadrats i segons el cens del 2020, una població de 3.976.481 habitants dels quals 959.198 viuen a l'àrea urbanitzada formada pel districte urbà de Yaodu. El PIB de Linfen ocupa el segon lloc a la província de Shanxi. Va ser coneguda com Pingyang (平陽) durant el període de Primaveres i Tardors.
Abans de 1978, Linfen era famosa pels seus manantials, la seva vegetació i la seva rica agricultura i era anomenada "la ciutat moderna de fruites i flors". Des d'aleshores s'ha anat convertint en un centre industrial important de l'extracció del carbó, que ha perjudicat considerablement el medi ambient, la qualitat de l'aire, l'agricultura, la salut i la seva anterior condició de ciutat verda. El 2006, l'American Blacksmith Institute va classificar Linfen com una de les deu ciutats més contaminades del món.

## Història
Els arqueòlegs xinesos han afirmat que la capital del llegendari emperador Yao es trobava a Linfen, una confirmació de la llegenda local responsable del nom del districte de Yaodu de la ciutat. Així, la ciutat de Linfen és la capital més antiga de la Xina.
La zona era el centre del ducat de Jin, anomenat així pel riu Jin (晋水). El ducat es va ensorrar al segle IV aC, però va donar el seu nom a un títol de príncep xinès utilitzat com a nom dinàstic del clan Sima. La prefectura de Jin es va centrar en la ciutat, que va prendre el seu nom com Jin i Jinzhou. Més tard, va ser rebatejada com a comandància de Pingyang, que també es va adaptar com a nom per a la seva ciutat principal. L'emperador xiongnu dels Zhao anteriors Liu Cong va fer de Pingyang la seva residència al segle IV. "Va mantenir la cort a Pingyang (Shanxi) i va governar el centre i el sud de Shanxi, Shaanxi (excepte la conca de Han), el nord (Henan, excepte Kaifeng), el sud (Hebei) i el nord (Shandong)." Al segle x, les muralles de la ciutat es consideraven "fortificades més enllà de l'aproximació".

## Administració
La ciutat-prefectura de Linfen està dividida en un districte, dues ciutats i catorze comtats.

## Clima
Linfen té un clima semiàrid continental, influït pel monsó (Köppen BSk), amb hiverns moderadament freds, però secs, i estius calorosos i una mica humits. La temperatura mitjana mensual de 24 hores oscil·la entre -2,0 °C al gener i 26,6 °C al juliol, i la mitjana anual és de 12,6 °C. La precipitació anual és de 455,1 mil·límetres, amb prop del 70% d'aquest total caient de juny a setembre. El període lliure de gelades dura de mitjana 190 dies l'any. Les temperatures extremes han oscil·lat entre -23,1 °C i 42,3 °C.